# Hôtel Les Rives
L'hôtel Les Rives est un édifice situé à Falaise, dans le département du Calvados, en France. Il est inscrit au titre des monuments historiques.

## Localisation

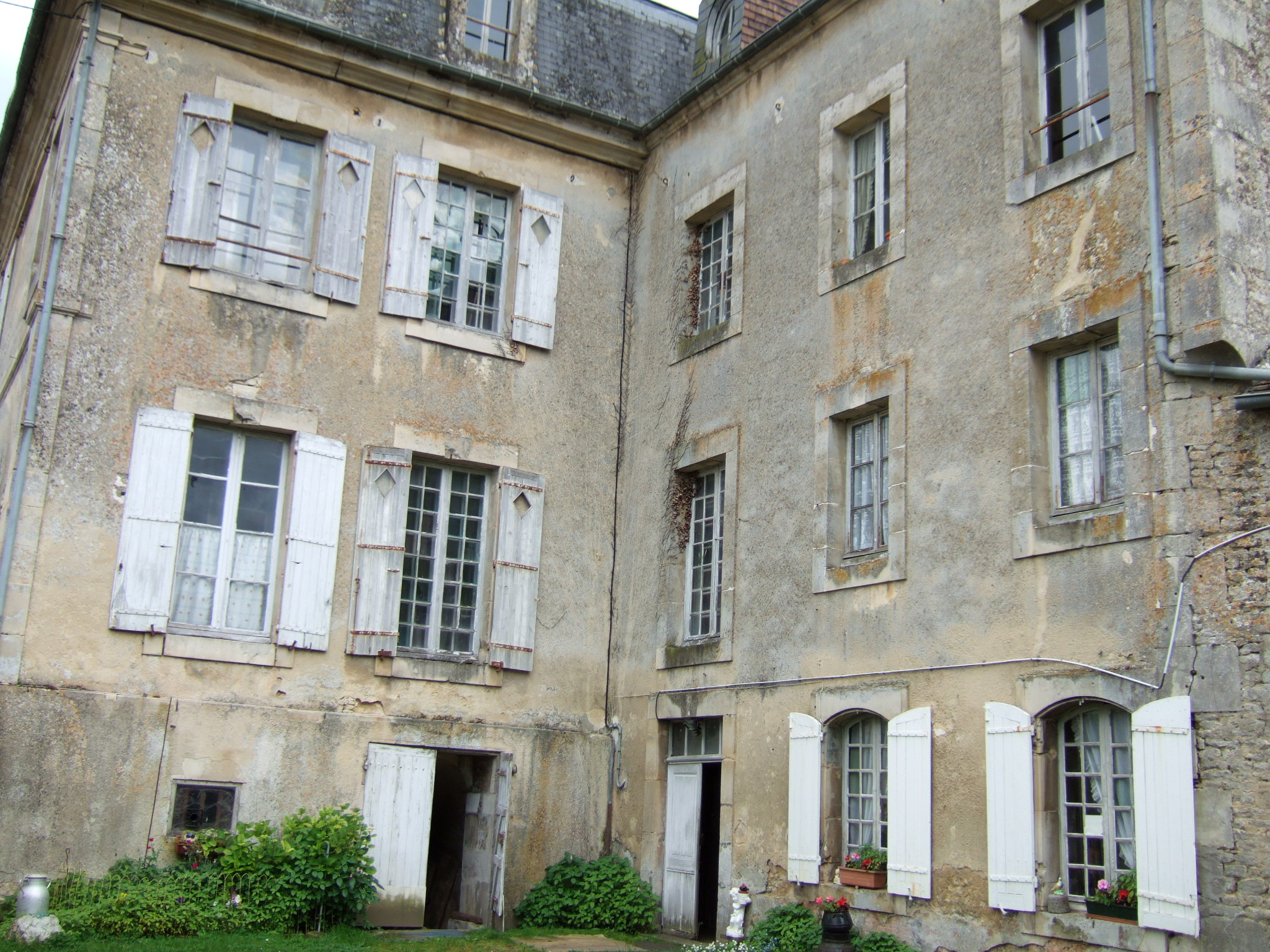
Pignon et demi-façade nord-ouest

Le monument est situé au no 54 de la rue Aristide-Briand, à 250 mètres au sud-ouest de l'église Notre-Dame de Guibray, à Falaise. 
Situé sur un terrain de 9 000 m2, il est prolongé sur sa façade arrière à l'ouest par une grange aux murs de pierre de type plaquette. La grange est  constituée de deux bâtiments marquant un angle d'environ 90°. La seconde partie de la grange abritait autrefois un pressoir à pommes. Après la grange se trouve une petite construction ayant abrité les animaux de basse-cour des cochons et au-dessous un pigeonnier. Le tout est complété par une petite maison de pierre dont le mur nord donne sur la rue des Douits. L'ensemble constitue une ferme à cour fermée typique des XVIIe et XVIIIe siècles, tous les bâtiments entourent une cour, toutes les ouvertures se tournent vers l'intérieur.
Le terrain à l'arrière de la propriété est parcouru par un ru qui alimente un lavoir, une mare, tout près de la basse-cour et sort de la propriété par le Boulevard de la Fontaine couverte. Ce ru est ce qu'il reste, avec l'ensemble des nappes phréatiques sous-jacentes, de l'ancienne terrasse alluviale de la rivière du Marescot, petit affluent de l'Ante.
Ce terrain était autrefois divisé en un verger et une pépinière (selon plans de 1776).[réf. souhaitée]

## Historique
Le château est construit durant le dernier quart du XVIIIe siècle, plus précisément entre 1782 et 1786.

## Architecture
Les façades et les toitures sont inscrites au titre des monuments historiques depuis le 7 décembre 1967.